# ناريفا
ناريفا (Nareva) هي شركة طاقة في المغرب . تابعه للشركة الوطنية للاستثمار , التي يملكها الملك محمد السادس .

## الأنشطة

### الطاقة المتجددة
تمتلك الشركة العديد من مزارع الرياح , مثل مزرعة رياح أخفنير بسعة قيمتها 100 ميجاواط , ومزرعة فم الوادي بسعة قيمتها 50 ميجاواط اللتان تبيعان الكهرباء مباشرة للعملاء الصناعيين. إما مزرعة الرياح طرفاية ذات السعة 300 ميجاواط فتبيع إنتاجها إلي ONEE بموجب عقد مدتة 20 سنة من خلال مؤسسة TAREC ( شركة طرفاية للطاقة ) .

### طاقة الفحم
تعمل شركة ناريفا(Nareva) على إنشاء محطه توليد كهرباء تعمل بالفحم في مدينة آسفي , ومن المتوقع افتتاحها عام 2017 .